# 1356 en santé et médecine
| Années de la santé et de la médecine : 1353 - 1354 - 1355 - 1356 - 1357 - 1358 - 1359    |
| Décennies de la santé et de la médecine : 1320 - 1330 - 1340 - 1350 - 1360 - 1370 - 1380 |

Cet article présente les faits marquants de l'année 1356 en santé et médecine.

## Événements
- 25 février : les chirurgiens jurés du roi, au Châtelet, s'accordent avec le prévôt des chirurgiens de Paris pour que l'exercice de leur métier soit dorénavant soumis à examen[1].
- 27 août : fondation de l'hôpital Saint-Julien, à Bruxelles dans le Brabant[2].
- Fondation par Jean Rose à Meaux, en Brie, de l'hôpital de la Passion, « établissement permettant l’accueil de vingt-cinq aveugles et de douze pauvres[3] ».
- Première mention de l'hôpital Saint-Georges de Gand en Flandre, fondé par la guilde des arbalétriers pour donner asile aux pauvres et aux vieillards, non pas seulement de leur propre confrérie, mais de tous les habitants de la ville[4].
- Avant 1356 : fondation de l'hospice Sainte-Trinité à Bruxelles dans le Brabant[2].

## Personnalités
- 1345-1356 : fl. Gratien, médecin de la marquise de Montferrat, soigne Jean, frère du comte de Savoie Amédée VI, puis la comtesse  Bonne[5].
- 1349-1356 : fl. Dominique de Martiniaco de Clavaxio, maître régent à la faculté de médecine de Paris, astrologue du roi de France Jean le Bon et peut-être de Charles le Mauvais, roi de Navarre[5], auteur d'une « Pratique de la géométrie » (Practica geometriae) « qui gagna une large popularité à la fin du Moyen Âge[6] ».
- 1356-1374 : fl. Étienne Degat, maître en médecine à Avignon, médecin du couvent Sainte-Catherine, confrère de la Major[5].

## Décès
- Avant le 2 janvier : Gilles de Senneville (date de naissance inconnue), médecin du roi de France Jean le Bon[5].
- Avant le 20 mars : Barthélemy de Bruges (en) (date de naissance inconnue), maître ès arts et en médecine de l'université de Paris, médecin de Guy Ier, comte de Blois, commentateur d'Aristote et de Galien[7].
- Avant 1356 : Bérenger de Rocilione (date de naissance inconnue), barbier à Avignon[5].
- Avant 1356 : Gilles d'Éméville (date de naissance inconnue), médecin du roi de France Jean le Bon[5].
- Après 1356 : Gilles Petit (date de naissance inconnue), chirurgien et bourgeois de Paris[5].